# .pa
.pa és el domini de primer nivell territorial (ccTLD) de Panamà. Es va registrar per primera vegada el 5 de maig del 1994. Està administrat per NIC Panamá, que està dirigit per la Universidad Tecnológica de Panamà.
Com que «PA» també és el codi postal de l'estat nord-americà de Pennsilvània, de vegades s'ha fet servir amb aquest sentit, però no s'ha generalitzat.

## Dominis de segon nivell
- net.pa - reservat per a ISPs.[4]
- com.pa
- ac.pa
- sld.pa
- gob.pa
- edu.pa
- org.pa
- abo.pa
- ing.pa
- med.pa
- nom.pa